# Mínias
Segons la mitologia grega, Mínias (en grec antic: Μινύας) va ser un heroi, fill de Crises i de Crisogenia (o, segons altres, de Posidó i de Cal·lírroe). És l'epònim dels Minies, nom que portaven els habitants d'una regió de Beòcia en temps d'Homer.
Mínias era molt ric, i entre els grecs tenia fama de ser el primer que va voler acumular un tresor. Nascut a Tessàlia, va emigrar a la Beòcia i allà va fundar la ciutat d'Orcomen, de la que en va ser rei.
Casat amb Eurianassa, filla d'Hiperfant, va tenir nombrosos fills. El seu fill gran i el que el va succeir en el tron és Orcomen. També va tenir a Èlara, mare del gegant Tici, fill de Zeus, Aretírea, mare de Fliant, que el va tenir amb Dionís i Clímene, que es va casar amb Fílac i que va ser l'àvia de Jàson. Va tenir també tres filles anomenades Alcítoe, Leucipe i Leucònoe que, conjuntament, són denominades les Miníades.